# Leon Ruff
Dartanyon Ruffin (né le 14 avril 1996) est un lutteur professionnel américain actuellement sous contrat avec la fédération américaine WWE. Il lutte dans la division NXT sous le nom de Leon Ruff où il fut le plus jeune champion Nord-Américain de la NXT. 

## Carrière dans le catch

### Evolve (2018–2020)
Ruff effectua ses débuts à Evolve lors  d'Evolve 106 le 23 juin 2018, perdant avec Tommy Maserati contre Adrian Alanis et Liam Gray. Le 8 septembre lors d'Evolve 113, il fait équipe avec Adrian Alanis perdant face à Chris Dickinson et Jaka, ne remportant pas les titres par équipe de l'Evolve.  Le 10 novembre lors d'Evolve 116, il tenta de nouveau de remporter les titres par équipe, cette fois-ci en équipe avec AR Fox, mais perd face aux Street Profits et ne remporte pas les titres. 

#### Evolve Tag Team Champion (2019)
Le 13 juillet lors d'Evolve 131 Ruff et AR Fox battent The UnWanted (Eddie Kingston et Joe Gacy) et remportent les Evolve Tag Team Championships. Le 7 décembre lors d'Evolve 142, Ruff et Fox perdent les titres face à The Besties in the World (Davey Vega et Mat Fitchett) après 147 jours de règne.

### World Wrestling Entertainment (2020-2021)

#### Débuts en tant que compétiteur local (2020)
Ruff n'étant pas sous contrat avec la WWE fit une apparition lors de l'épisode de NXT du 4 décembre 2019, perdant avec Adrian Alanis face aux Forgotten Sons,. En 2020, Ruff effectua plusieurs apparitions à Raw, SmackDown, NXT, 205 Live et Main Event en tant que compétiteur local, perdant notamment face à Aleister Black à Raw le 23 mars, face à Karrion Kross à NXT le 29 avril, face à Sheamus lors du SmackDown du 1er maiet face à Drake Maverick à 205 Live le 24 juillet.

#### Champion Nord-Américain de la NXT (2020)
Le 11 novembre à NXT, Ruff créa la surprise en battant Johnny Gargano et en remportant le championnat Nord-Américain de la NXT. C'est la première fois qu'il remporte un match à la WWE. La semaine suivante à NXT, il conserve son titre, battant Gargano par disqualification après avoir été frappé par Damian Priest qui souhaitait la défaite de Gargano. Le 25 novembre à NXT, Ruff décide de s'affirmer en tant que champion. il est annoncé lors du Kevin Owens Show que Ruff défendra son titre contre Priest et Gargano lors de NXT Takeover : Wargames. Le 2 décembre à NXT, il gagne avec Damian Priest contre Santos Escobar et Raul Mendoza.
Le 6 décembre à NXT TakeOver: WarGames (2020), il perd son titre après 25 jours de règne lors d'un three way match impliquant Priest et Gargano au profit de ce dernier. Le 16 décembre à NXT, il perd avec Kushida contre Austin Theory et Johnny Gargano. La semaine suivante à NXT, Ruff bat Timothy Thatcher. Le 30 décembre à NXT, Ruff perd contre Johnny Gargano et ne récupère pas le championnat nord-américain de la NXT. Le 20 janvier 2021 à NXT, il gagne avec Kushida contre Johnny Gargano et Austin Theory.
Le 3 février à NXT, il perd contre Austin Theory.
Le 13 avril à NXT, il perd contre Isaiah "Swerve" Scott. Plus tard en coulisses, il attaque Isaiah "Swerve" Scott avant d'être arrêté par les officiels. Le 11 mai à NXT, il perd par KO contre Pete Dunne.

## Palmarès
- Evolve
  - Champion par équipe de l'Evolve (1 fois) – avec AR Fox
- World Wrestling Entertainment
  - Champion Nord-Américain de la NXT (1 fois)

## Récompense de magazine
Pro Wrestling Illustrated
| Année | 2020 | 2021 |
| ----- | ---- | ---- |
| Rang  | 272  | 165  |